# Empyreuma lichas
Empyreuma lichas là một loài bướm đêm thuộc phân họ Arctiinae, họ Erebidae.